# معادله ارگان
معادله اُرگان که توسط مهندس شیمی ترکیه‌ای صبری آرگون در سال ۱۹۵۲ به دست آمد، ضریب اصطکاک را در یک ستون بسته شده به عنوان تابعی از عدد رینولدز اصلاح شده بیان می‌کند.

## معادله
{\displaystyle f_{p}={\frac {150}{Gr_{p}}}+1.75}
جایی که {\displaystyle f_{p}} و {\displaystyle Gr_{p}} به این صورت تعریف می‌شوند:
{\displaystyle f_{p}={\frac {\Delta p}{L}}{\frac {D_{p}}{\rho v_{s}^{2}}}\left({\frac {\epsilon ^{3}}{1-\epsilon }}\right)}
{\displaystyle Gr_{p}={\frac {\rho v_{s}D_{p}}{(1-\epsilon )\mu }}={\frac {Re}{(1-\epsilon )}};}
جایی که:
{\displaystyle Gr_{p}} عدد رینولدز اصلاح شده‌است.
{\displaystyle f_{p}} عامل اصطکاک بستر بسته‌بندی شده‌است.
{\displaystyle \Delta p} افت فشار در سراسر تخت است.
{\displaystyle L} طول تخت است (نه ستون).
{\displaystyle D_{p}} قطر کروی معادل بسته‌بندی است.
{\displaystyle \rho } چگالی سیال است.
{\displaystyle \mu } ویسکوزیته دینامیکی سیال است
{\displaystyle v_{s}} سرعت سطحی است (یعنی سرعتی که سیال از طریق لوله خالی با سرعت جریان حجمی یکسان خواهد داشت).
{\displaystyle \epsilon } کسر خالی (تخلخل) بستر است.
{\displaystyle Re} عدد رینولدز است (بر اساس سرعت سطحی).

## گسترش
رای محاسبه افت فشار در یک راکتور معین، ممکن است معادله زیر استنتاج شود:
{\displaystyle \Delta p={\frac {150\mu ~L}{D_{p}^{2}}}~{\frac {(1-\epsilon )^{2}}{\epsilon ^{3}}}v_{s}+{\frac {1.75~L~\rho }{D_{p}}}~{\frac {(1-\epsilon )}{\epsilon ^{3}}}v_{s}|v_{s}|.}
این ترتیب معادله آرگون رابطه نزدیک آن را با معادله ساده‌تر کوزینی-کارمن که جریان آرام سیالات را در بسترهای پرشده از طریق عبارت اول در سمت راست توصیف می‌کند، روشن می‌کند. در سطح پیوسته، عبارت سرعت مرتبه دوم نشان می‌دهد که معادله آرگون همچنین شامل افت فشار ناشی از اینرسی است، همان‌طور که توسط معادله دارسی-فورچهایمر توضیح داده شده‌است. به‌طور خاص، معادله آرگون نفوذپذیری زیر را به دست می‌دهد {\displaystyle k} و نفوذپذیزی اینرسی {\displaystyle k_{1}} از قانون دارسی-فورشهایمر:
{\displaystyle k={\frac {D_{p}^{2}}{150}}~{\frac {\epsilon ^{3}}{(1-\epsilon )^{2}}},}
و
{\displaystyle k_{1}={\frac {D_{p}}{1.75}}~{\frac {\epsilon ^{3}}{1-\epsilon }}.}
گسترش معادله آرگون به بسترهای سیال، که در آن ذرات جامد با سیال جریان می‌یابند، توسط Akgiray و Saatçı (۲۰۰۱) مورد بحث قرار گرفته‌است.